# Federale Universiteit van de Oeral

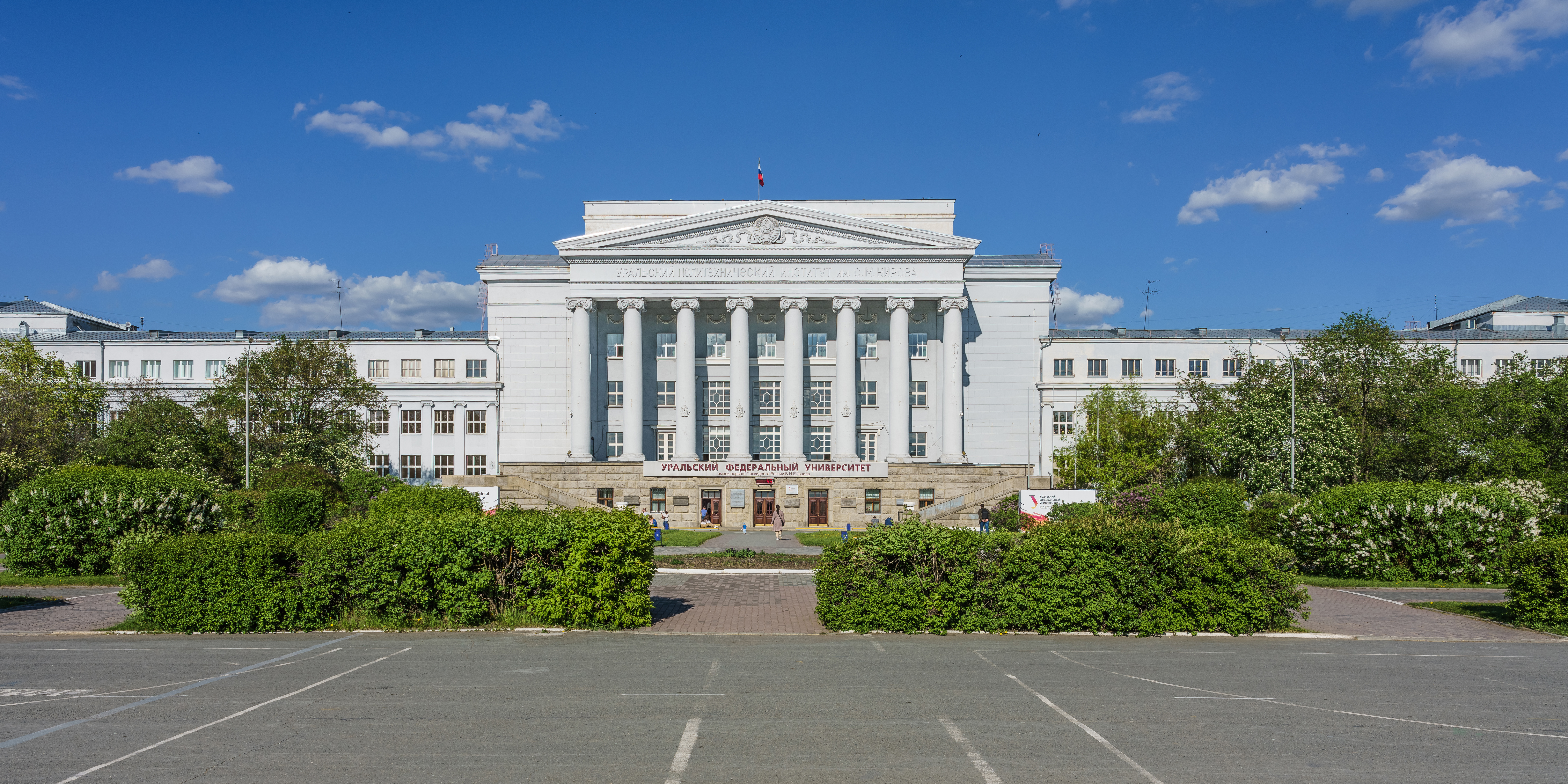
Hoofdgebouw

De Federale Universiteit van de Oeral genoemd naar de eerste Russische president Boris Jeltsin  (Russisch: Уральский федеральный университет имени первого Президента России Б.Н. Ельцина; Oralski federalnyj universitet imeni pervogo Prezidenta Rossii B.N. Jeltsina), eerder Staats-Technische Universiteit van de Oeral (OeGTOe-OePI) en Staatsuniversiteit van de Oeral (OerGOe), is een gezamenlijk universiteit (op basis van OeGTOe-OePI, en OerGOe) in het district Kirovski van Jekaterinenburg en het grootste federale universitair onderwijs in Rusland. De universiteit wordt in het dagelijks spraakgebruik vaak afgekort tot УрФУ (OerFOe).